# Чемпіонат світу з боротьби 1996
Чемпіонат світу з боротьби 1996 відбувся з 29 по 31 серпня в Софії (Болгарія). У зв'язку з тим, що цього року проходила Олімпіада в Афінах, в якій відбулися змагання з греко-римської та вільної боротьби серед чоловіків, чемпіонат світу серед цих видів боротьби не проводився. На той час жіноча боротьба ще не входила до Олімпійських видів спорту, тому змагання з неї на Олімпіаді того року не проводилися. Натомність був проведений чемпіонат світу.
Було розіграно дев'ять комплектів нагород.

## Команди-учасники
У змаганнях брали участь 105 спортсменок з 20 країн.
- Австралія (3)
- Австрія (3)
- Азербайджан (2)
- Болгарія (9)
- Греція (2)
- Данія (1)
- Італія (4)
- Канада (9)
- Китайський Тайбей (9)
- КНР (4)
- Німеччина (4)
- Норвегія (5)
- Польща (6)
- Росія (9)
- США (8)
- Україна (5)
- Франція (7)
- Чехія (1)
- Швеція (5)
- Японія (9)

## Загальний медальний залік
| Місце               | Країна              | Золото | Срібло | Бронза | Загалом |
| ------------------- | ------------------- | ------ | ------ | ------ | ------- |
| 1                   | Японія              | 2      | 1      | 3      | 6       |
| 2                   | КНР                 | 2      | 0      | 0      | 2       |
| 3                   | Франція             | 1      | 2      | 1      | 4       |
| 4                   | США                 | 1      | 2      | 0      | 3       |
| 5                   | Росія               | 1      | 1      | 1      | 3       |
| 6                   | Канада              | 1      | 1      | 0      | 2       |
| 7                   | Швеція              | 1      | 0      | 1      | 2       |
| 8                   | Австрія             | 0      | 1      | 0      | 1       |
| 8                   | Болгарія            | 0      | 1      | 0      | 1       |
| 10                  | Китайський Тайбей   | 0      | 0      | 1      | 1       |
| 10                  | Норвегія            | 0      | 0      | 1      | 1       |
| 10                  | Німеччина           | 0      | 0      | 1      | 1       |
| Загалом (12 збірні) | Загалом (12 збірні) | 9      | 9      | 9      | 27      |

## Командний залік
| Місце | Вільна боротьба, жінки | Вільна боротьба, жінки |
| Місце | Команда                | Очки                   |
| ----- | ---------------------- | ---------------------- |
| 1     | Японія                 | 68                     |
| 2     | Росія                  | 60                     |
| 3     | США                    | 48                     |
| 4     | Франція                | 41                     |
| 5     | Канада                 | 39                     |
| 6     | КНР                    | 32                     |
| 7     | Болгарія               | 29                     |
| 8     | Китайський Тайбей      | 29                     |
| 9     | Німеччина              | 25                     |
| 10    | Швеція                 | 23                     |

## Медалісти

### Жіноча боротьба
| Категорія | Золото            | Срібло           | Бронза            |
| До 44 кг  | Чжун Сіює         | Альмут Ляйтгеб   | Сьоко Йосімура    |
| До 47 кг  | Трісія Саундерс   | Анжелік Бертене  | Міхо Адаті        |
| До 50 кг  | Ольга Смирнова    | Йосіко Ендо      | Іда Геллстрем     |
| До 53 кг  | Анна Гоміс        | Дженніфер Різ    | Рьоко Сакае       |
| До 57 кг  | Сара Ерікссон     | Джекі Берюб      | Лене Онес         |
| До 61 кг  | Мікіко Міядзакі   | Наталія Іванова  | Штефані Гросс     |
| До 65 кг  | Яйої Урано        | Дорі Блін        | Ельміра Курбанова |
| До 70 кг  | Крістін Нордхаген | Галина Іванова   | Ліз Легран        |
| До 75 кг  | Лю Дунфен         | Крісті Стенглейн | Ша Лінлі          |